# Lanuvio
Lanuvio è un comune italiano di 12 870 abitanti della città metropolitana di Roma Capitale nel Lazio. Situato a circa 33 km a sud est della capitale, sui Colli Albani, il suo territorio ricade in parte all'interno dei confini del parco regionale dei Castelli Romani.

## Geografia fisica

### Territorio
Il territorio di Lanuvio possiede una lunga tradizione fondiaria, che trae le sue origini dall'epoca romana, passando poi per il Medioevo e Rinascimento.
In un documento del 599 d.C. vengono riportati i fondi romani del territorio lanuvino, ormai di età tardo-antica, tutti localizzati e così elencati:
- il fondo Solonio, dove trascorse l’infanzia l’attore lanuvino Roscio Comedo;
- Il fondo Antonianus, così chiamato dalla villa degli imperatori Antonino Pio e Commodo, nativi di Lanuvium;
- Il fondo Bifurco, il cui termine deriva dalla biforcazione del fosso di Ponte Loreto (oggi in località Malcavallo);
- Il fondo Cassianus, da un possedimento di Cassio Longino, uno dei cesaricidi (oggi a Campoleone);
- Il praedium Troianum, connesso in qualche modo alle origini troiane di Lanuvio stessa.

Nel Medioevo un documento del 1244 riporta le località del territorio, anche queste localizzate, tra cui: la Piscina Bifurci, con riferimento ad un’area paludosa (oggi Malcavallo). Un’altra piscina medievale è stata localizzata in località Pian Marano, sotto Lanuvio, e quindi nel Medioevo l’intera area a sud di Lanuvio corrispondeva ad un immenso acquitrino. Lo Spinacetum, ovvero un’area boschiva corrispondente all’odierna Selva. L’Insula Lombardorum, nome conservato tutt’oggi in località Le Isole (nel comune di Aprilia), che deriva da un terreno compreso tra due ruscelli, il fosso di Spaccasassi ed il fosso della Farneta, i quali confluiscono tra loro in questo punto. Il confine meridionale del territorio lanuvino era scandito da un fossato artificiale, riportato come formale de Orsano, che correva in linea retta da est ad ovest tagliando il territorio a sud di Lanuvio, quasi parallelo all’odierna Via Carrocceto. Tra gli edifici medievali nel territorio, la chiesa della Madonna della Selva.
Nel Rinascimento nasce il toponimo di Malcavallo (sinonimo di Malpasso, Malcammino), che allude alla difficoltà di attraversare questo tratto della Via Astura, a causa del continuo impaludamento della strada romana in questo punto. In questo periodo sorge Casale della Mandria, raffigurato in una mappa di Cingolani del 1692. La tenuta del casale era separata da Campoleone attraverso un fossato artificiale curvilineo, scavato nel Rinascimento, che ha lasciato il nome all’odierna Via del Formale Rotondo. Nell’Ottocento questa tenuta era divisa in vari quarti, tra cui La Bandita (ovvero un’area boschiva in cui era bandito il pascolo), Camporamorta e Quartaccio (il cui toponimo indica dei terreni non molto fertili e di difficile lavorazione), Selva Nuova, Macchia del Casale etc…

### Clima
Dal punto di vista climatico il territorio rientra nel dominio del clima temperato mediterraneo con inverni miti, temperature autunnali superiori a quelle primaverili, estati ventilate. Nell'area dei Colli Albani, dunque anche a Lanuvio, si presenta il fenomeno detto stau, che consiste nella riduzione del vapore acqueo nelle nuvole man mano che il terreno si alza. Perciò la piovosità maggiore si avrà sulle prime alture dei colli, rivolte verso il mare, verso sud sud-ovest, e la minore verso nord.
Lanuvio, trovandosi sulla traiettoria delle correnti umide tirreniche, risulta piuttosto piovosa con 1000–1100 mm annui di precipitazioni.. I venti spirano prevalentemente da sud e da ovest, più raramente da nord e da est.
Normalmente la zona è battuta da venti di scirocco e libeccio, ma talvolta compare anche il ponentino, vento caratteristico della zona di Roma.
L'estate è calda e asciutta, l'inverno mite e piovoso senza, in genere, che vengano raggiunte temperatura eccessivamente basse. A Lanuvio nevica molto raramente e solo in caso di freddo intenso generalizzato. In estate le temperature possono raggiungere i 35 °C con punte di 38 °C. La temperatura non ha mai raggiunto i 40 °C.
- Classificazione climatica: zona D, 1532 GR/G

## Storia

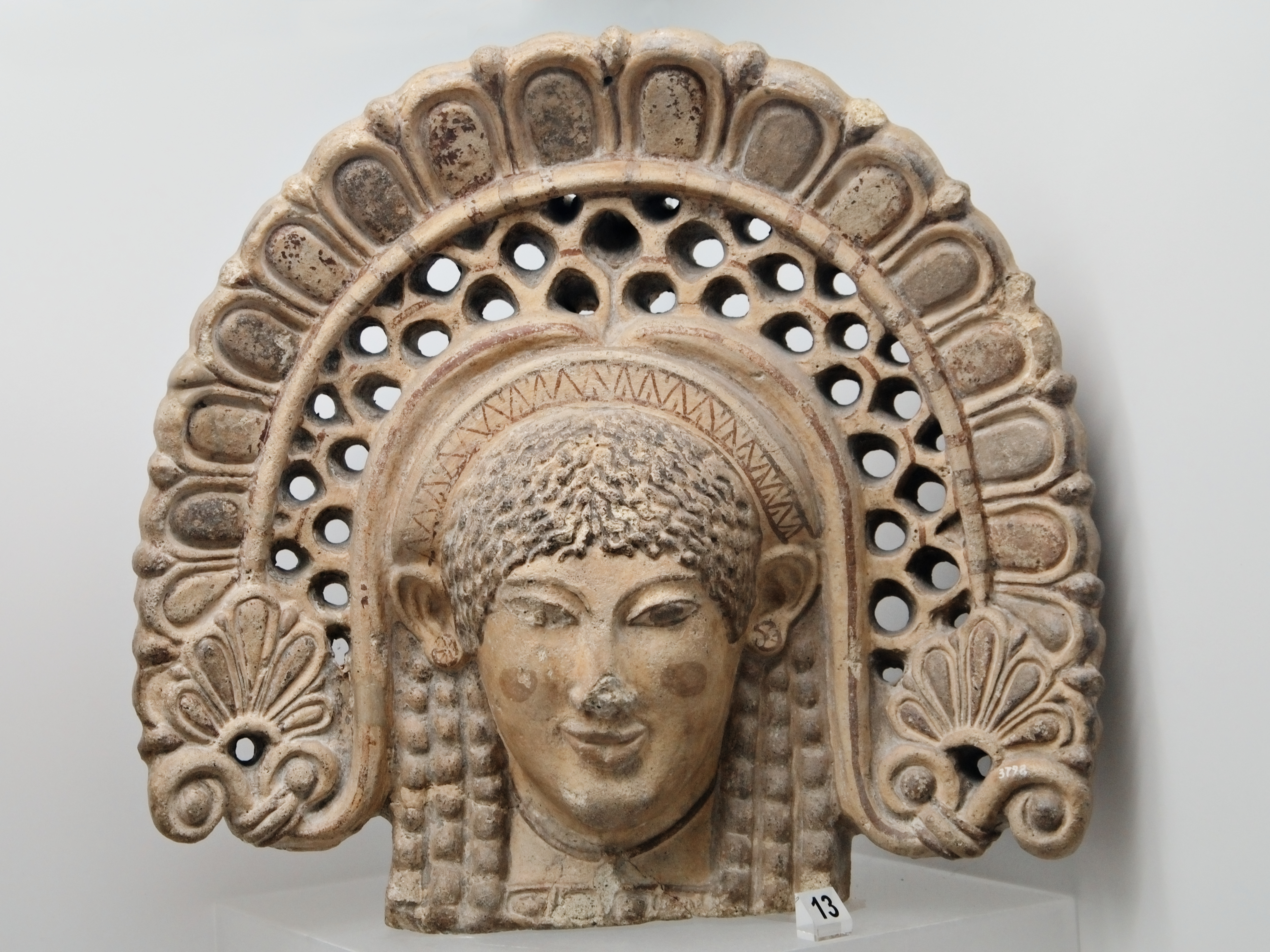
Antefissa policroma a testa femminile con nimbo traforato da Lanuvium, tempio tardo-arcaico di Giunone Sospita, 500 a.C., Villa Poniatowski, Roma

### Origini
L'odierno centro urbano insiste sul sito dell'antica Lanuvium, ben identificata quest'ultima grazie alle testimonianze di Strabone e di Appiano.
Sulle presunte origini di Lanuvio, ci sono pervenute una serie di tradizioni tra loro contrastanti, cosa questa tra l'altro riscontrabile per altre città del Lazio antico. La prima che si rifà al filone greco-argivo è quella tramandata da Appiano, secondo cui la fondazione di Lanuvio fu dovuta a Diomede figlio di Tideo, signore di Argo.
La seconda, invece, relativa al filone troiano, è emersa grazie al ritrovamento di frammenti di intonaco rinvenuti nel 1969 a Taormina e appartenenti al ginnasio dell'antica Tauromenion, dove si parla di Fabio Pittore, primo annalista romano, e gli si attribuisce la narrazione dell'arrivo in Italia, in seguito alla guerra di Troia, di un certo Lanoios, fondatore nel Lazio di una cittadina, che avrebbe preso da lui il nome.
Studi sulla veridicità di queste tradizioni si sono susseguiti nel tempo, e tra l'altro gli ultimi progressi della ricerca archeologica hanno restituito loro un buon margine di credibilità, anche se alcune di esse sono da prendere cum grano salis.
Per Lanuvio, infatti, c'è discordanza tra le fonti antiche, che riporterebbero la fondazione della cittadina agli anni immediatamente successivi alla guerra di Troia (1180-1170 a.C.), e le testimonianze archeologiche i cui reperti più antichi, rinvenuti sul colle San Lorenzo, si datano al più presto agli inizi del IX secolo a.C.

### Età antica

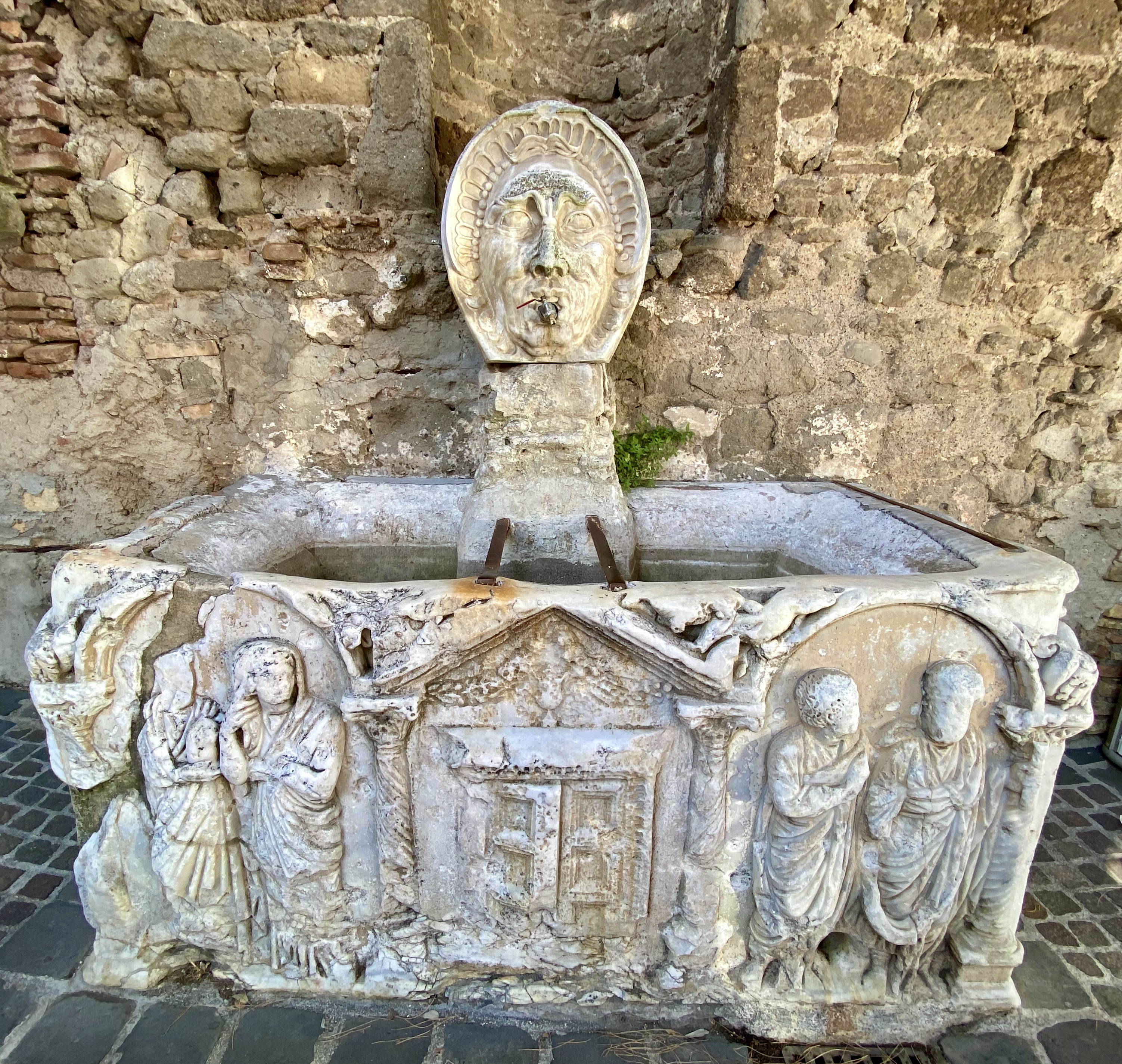
Sarcofago antico riutilizzato come fontana sulla facciata di Palazzo Colonna, nel centro storico del paese.

Le prime notizie attendibili della cittadina ci testimoniano che, sul finire del VI secolo a.C., faceva parte dei trenta populi della lega latina, populi che si riunivano nel lucus di Diana Nemorense. Insorse, insieme ad altre città latine, contro Roma, nella battaglia presso Aricia (504 a.C.), in quella del lago Regillo (496 a.C.), nel 383 a.C., nel 341 a.C., con esiti quasi sempre negativi.
In seguito all'ultima e definitiva sconfitta avvenuta nel 338 a.C., perse, insieme alle altre cittadine del Latium vetus, l'indipendenza, ma già nel 332 a.C. ottenne un trattamento di privilegio e la Civitas cum suffragio da parte di Roma, in cambio di ammettere il popolo romano ad amministrare la metà dei proventi del santuario di Giunone Sospita.
Dal 332 a.C. fino allo scoppio della prima guerra civile (87-86 a.C.), Lanuvio mantenne un elevato grado di benessere, ma parteggiando in quest'ultimo frangente per Silla, venne ridotta da Mario a colonia militare. Siccome gli eventi di quegli anni erano soggetti a repentini mutamenti politici, avvenne che il partito mariano cadde in rovina e Lanuvio, in poco tempo, ritornò ad essere una cittadina di primissimo piano. Le fonti antiche, infatti, ci testimoniano come Lanuvio, a partire dall'età tardo-repubblicana, divenne meta dei personaggi più in vista della politica romana, vi ebbero dimora: Marco Emilio Lepido, Marco Giunio Bruto, Augusto e Marco Aurelio. Diede anche i natali al console dell'anno 62 a.C. Lucio Licinio Murena e agli imperatori Antonino Pio e Commodo.
Con l'editto di Teodosio del 391, che sanciva il Cristianesimo come unica religione dell'impero romano, iniziò la decadenza e l'inesorabile abbandono dell'antica Lanuvio. Questo editto comportò infatti anche l'immediata chiusura di tutti i templi pagani tra cui anche quello di Giunone Sospita, funzionante fin dal VI secolo a.C., e che era stato l'elemento propulsore della cittadina per dieci secoli.

### Età medievale e moderna

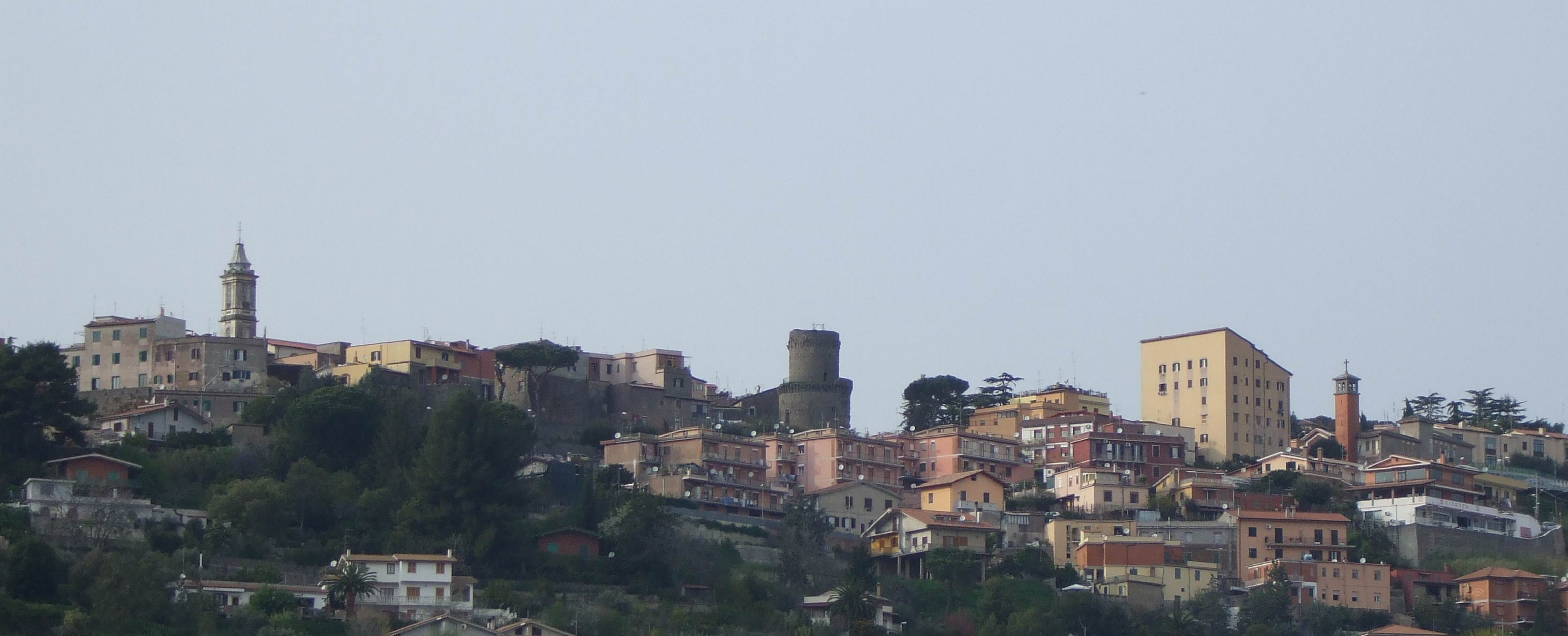
Lanuvio, il centro visto da via Astura

Gli studi dell'archeologo Christian Mauri hanno permesso di ricostruire la storia medievale di Lanuvio, finora ancora poco conosciuta. È stato osservato come il castello medievale sia stato eretto al di sopra di una precedente colonia romana dell'età di Silla, di cui si conservano ancora oggi parte delle mura di cinta (un tratto di queste mura è stato erroneamente attributo in passato alla scena del teatro romano, risalente invece all'età augustea).
La viabilità moderna del centro storico di Lanuvio ricalca inoltre la precedente viabilità romana ad assi ortogonali.

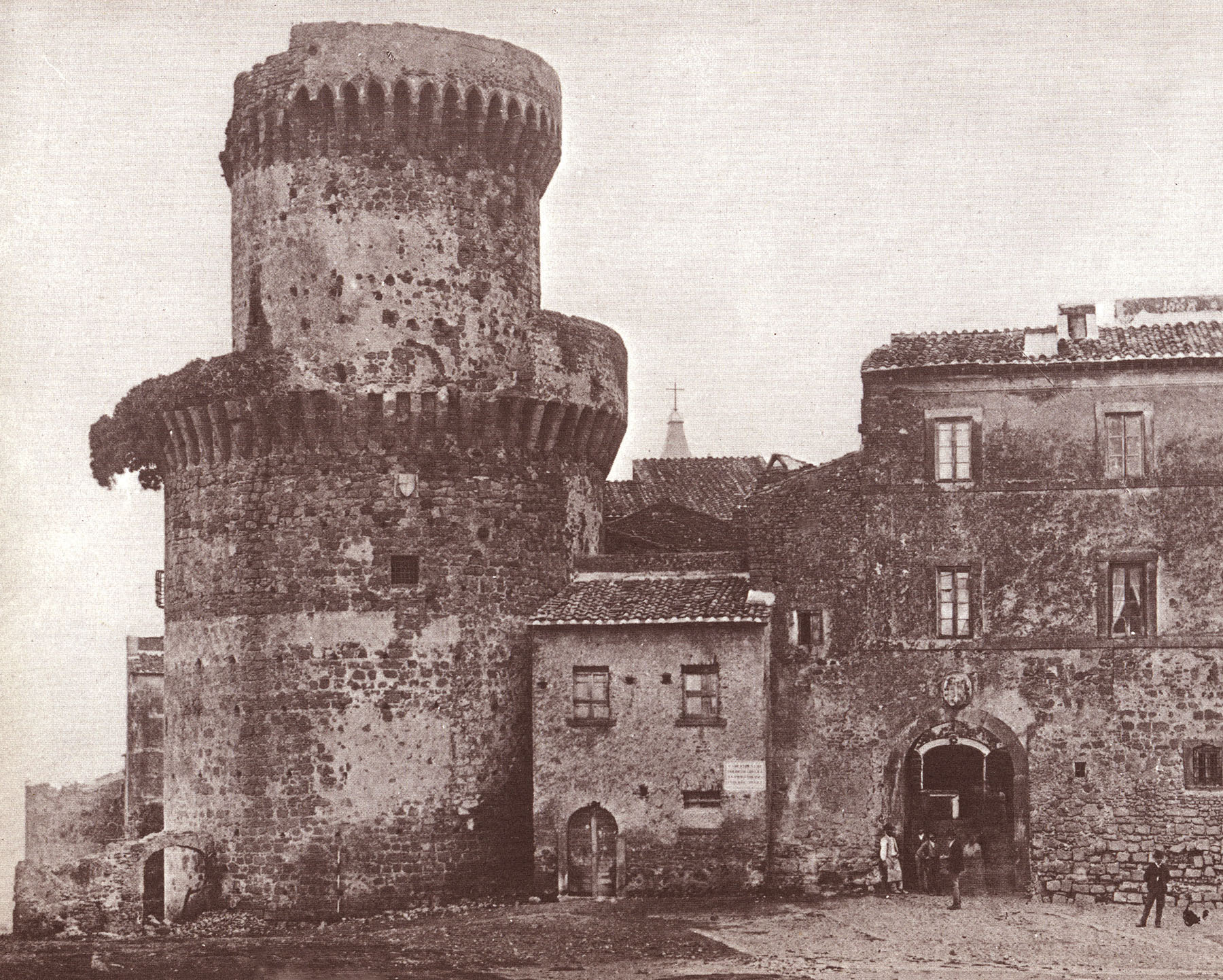
La torre medievale in una foto del 1870 ca

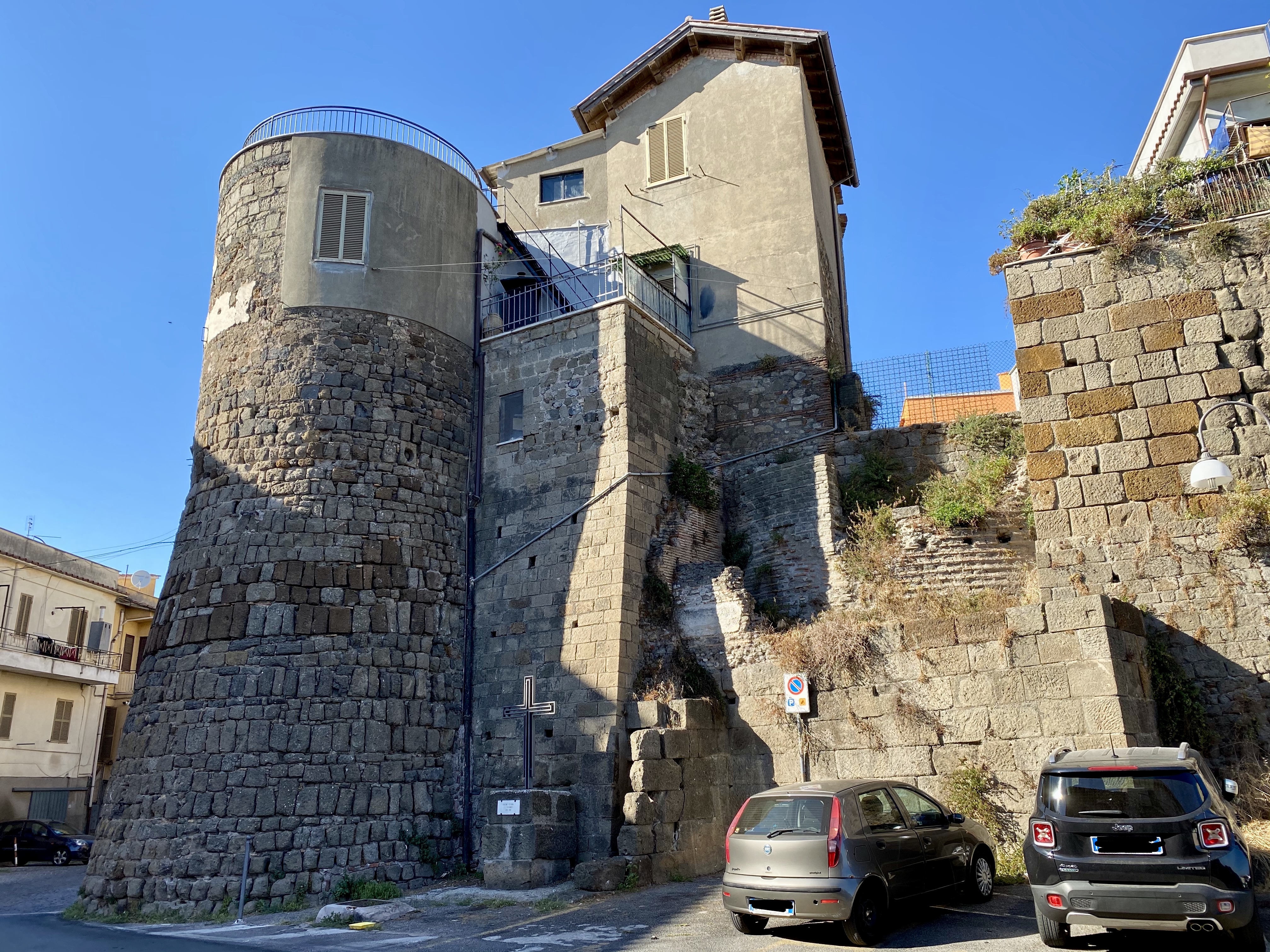
Il torrione "dell'Anello" ed il complesso del "castellare" dei Frangipane in Largo del Tempio d'Ercole, con i resti di un sacello romano e dell'abside della scomparsa chiesa di Sant'Andrea.

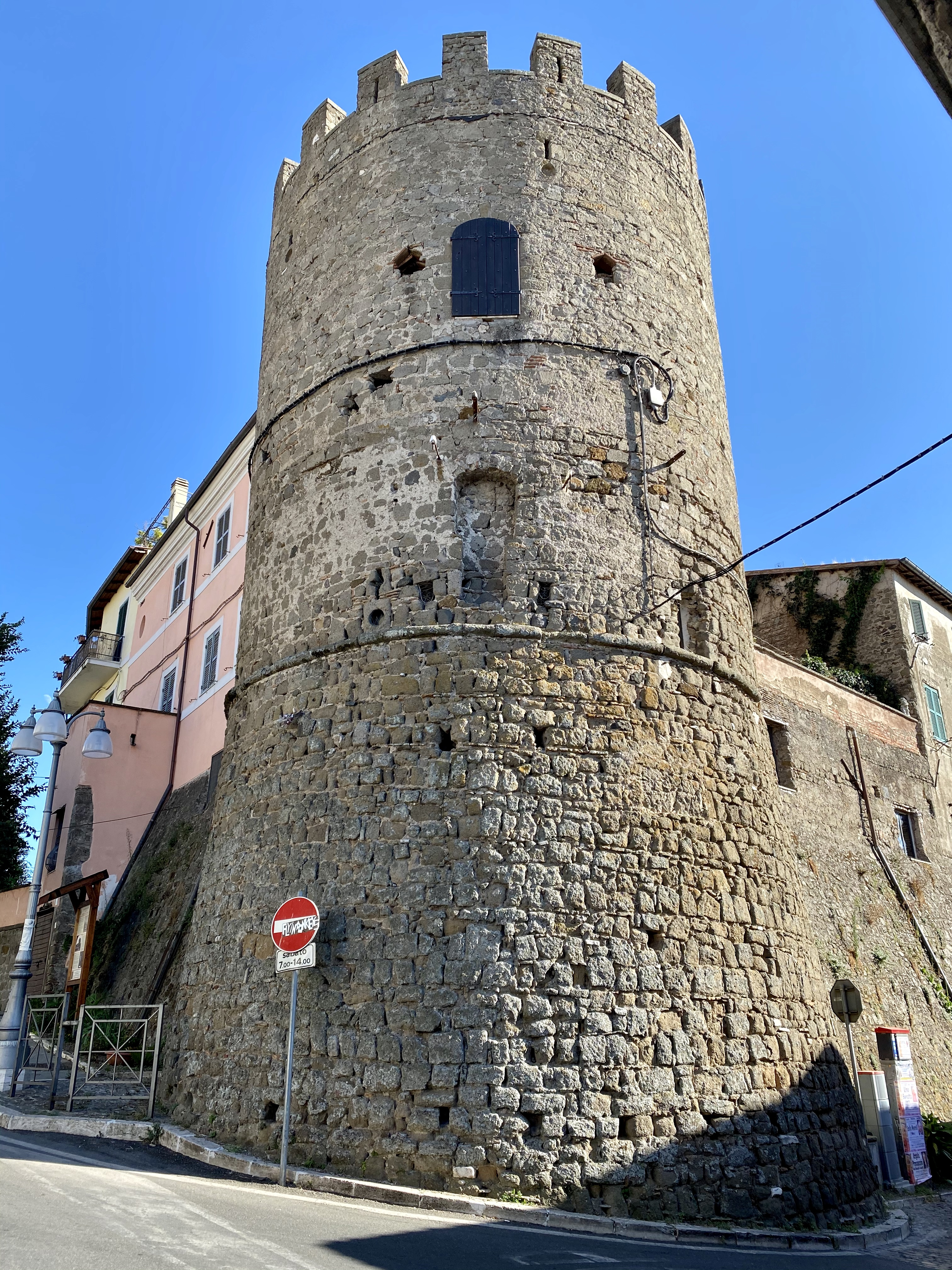
Un altro torrione delle mura del borgo, in Viale Alcide de Gasperi. L'aggiunta delle scarpate alle mura ed alle torri risale al 1501-1503.

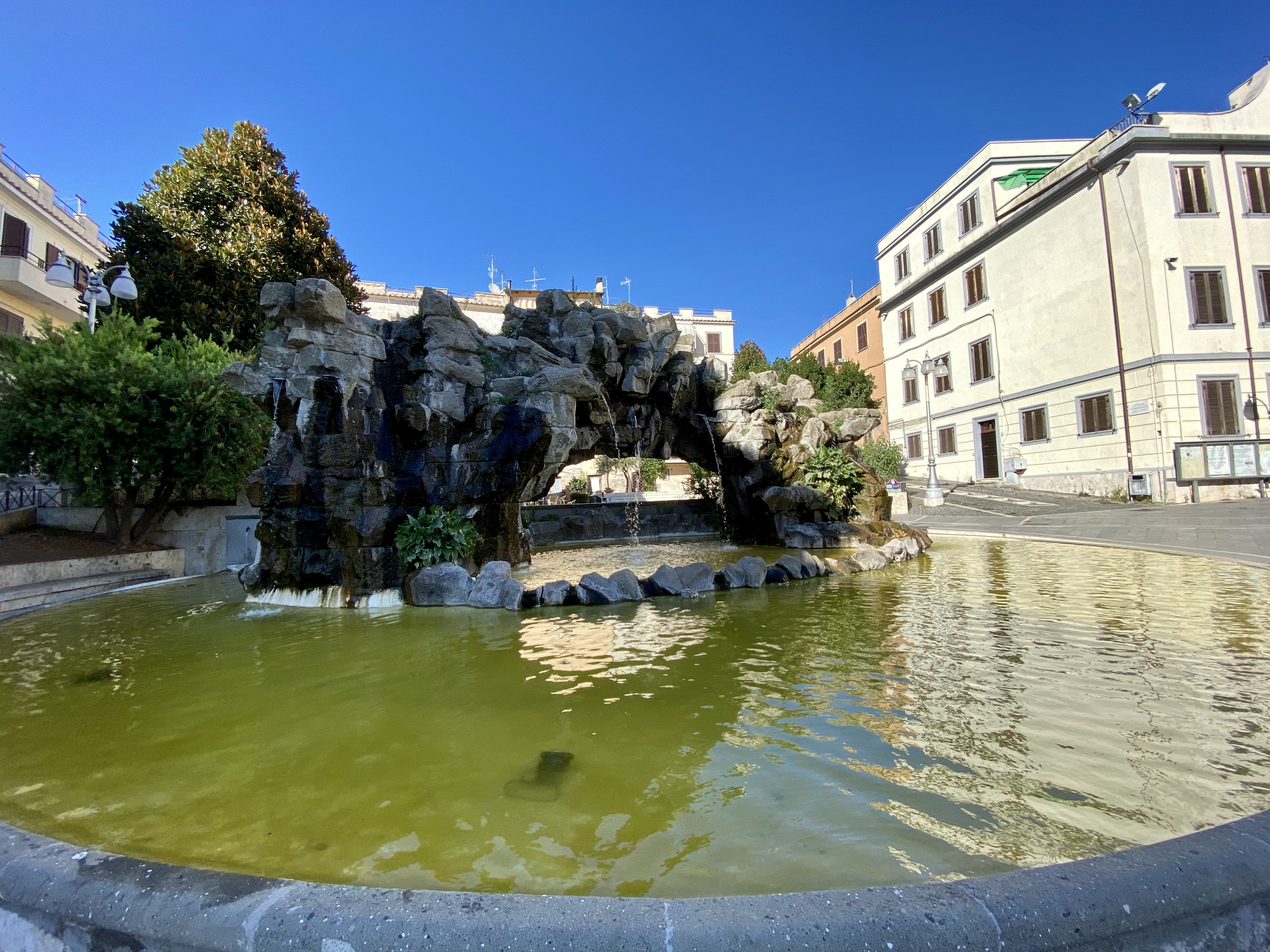
La Fontana degli Scogli, realizzata su progetto di Carlo Fontana.

Nel IX secolo, in seguito alle invasioni dei Saraceni, venne fondata la città altomedievale di Civita Novina (variante di Civita Nova) ed in questa circostanza le mura di cinta romane vennero restaurate con murature costituite da blocchi di tufo di spoglio, ancora oggi visibili in più punti lungo il castello. All'interno di Civita Novina sorgevano due chiese altomedievali entrambe del VI secolo, quella di S. Maria (corrispondente all'odierna collegiata di S. Maria Maggiore) e quella di S. Andrea “ dei Goti ” (di cui si scorge l'abside in opera listata in Piazza del tempio d'Ercole).
Nella prima metà del secolo XIV il castello e il tenimento appaiono ancora di proprietà per tre delle quattro parti al monastero di San Lorenzo fuori le mura essendo la quarta parte dei Frangipane che avevano tentato di impossessarsi anche delle restanti parti negli anni precedenti.

Nel corso del Trecento il parziale passaggio di proprietà del castello nelle mani dei Frangipane coincise anche con il cambiamento del nome in Civita Lavinia, che rimarrà al paese fino al 1914 (allorquando venne ripristinato l'antico nome romano di Lanuvio). Tra i monumenti medievali più importanti segnaliamo il Torrione cilindrico posto all'ingresso del castello ed eretto nel 1480 dal cardinale Guglielmo d'Estouteville, del quale rimane lo stemma marmoreo (incompiuto), e le torri rotonde cinquecentesche, fatte costruire probabilmente da papa Alessandro VI Borgia tra il 1501 ed il 1503, anni in cui questo papa risulta essere proprietario del castello.. Alcuni documenti del 1507 hanno riportato inaspettatamente a Lanuvio la presenza di architetti e carpentieri fiorentini, tra cui Antonio da Sangallo il Giovane. Da segnalare anche la residenza fortificata dei Frangipane (di cui rimane una parete in tufelli del XIV secolo al termine di Via Capocroce) ed una casa medievale con torre inglobata nel successivo Palazzo Colonna.
Anche se il sito non fu abbandonato nei secoli successivi all'editto di Teodosio, notizie certe di esso si hanno soltanto a partire dall'XI secolo d.C., quando, stando all'erudito locale Mons. Galieti, rinacque grazie all'opera dei monaci Benedettini col nome di Civita Lavinia. Gaetano Moroni nel suo "Dizionario di erudizione storico-ecclesiastica" Vol. XXIX, p. 38, riferisce altri nomi attribuiti a Lanuvio in età medievale: "Civitas Lanivina", "Civitas Lavina", "Civitas Labina", e per corruzione "Civita Nevina" e "Civita Innivina", in quanto Lanuvio venne confusa con l'antica Lavinium. La località, e poi il comune, hanno conservato il nome di "Civita Lavinia" fino al 1914, quando il nome venne cambiato in quello attuale di "Lanuvio".
Il Ratti nella "Storia di Genzano", pag. 47-48, riferisce che Lanuvio venne data nel 1216 dal Papa Onorio III Savelli ai monaci della Basilica di San Lorenzo fuori le mura. Il Nibby nella "Analisi storico-topografico-antiquaria della carta dei dintorni di Roma" (1837) ritiene che quell'evento rappresentò il ripopolamento di Lanuvio, supportando questa ipotesi sul fatto che i Savelli furono signori del paese per lo meno fino al 1410, quando l'Antipapa Giovanni XXIII lo diede ai Colonna. Rimase sotto il dominio dei Colonna fino al 1564, anno in cui fu venduta, insieme ad Ardea, e Genzano, a Giuliano Cesarini, marchese di Civitanova Marche, al prezzo di 105.000 scudi.
I secoli dall'XI fino alla seconda metà dei XVI erano concitati per Lanuvio: saccheggi, assedi, donazioni. Per esempio, nel 1482 Civita Lavinia fu assediata e poi conquistata dal Duca di Calabria in lotta con Sisto IV; riconquistata nel 1485 dopo dalla truppe del nuovo papa Innocenzo VIII, venne data agli Orsini; i Colonna la riconquistarono al prezzo di una sanguinosa guerra, ma con un altrettanto sanguinoso evento il 19 febbraio 1486 venne riconquistata dalle truppe papali e successivamente di nuovo dai Colonna.
Venduta da Marcantonio II Colonna, con l'avvento dei Cesarini prima e dei Cesarini-Sforza poi si ebbe un periodo di relativa tranquillità. Papa Sisto V eresse Civita Lavinia in Marchesato, titolo acquisito dai Cesarini. I Cesarini abbellirono Civita Lavinia col concorso di architetti come Carlo Fontana (autore della imponente fontana), allievo del Bernini, e Tommaso Mattei (autore della torre campanaria della Chiesa di santa Maria Maggiore), allievo del rivale Borromini, o pittori quali Giulio Romano, allievo di Raffaello Sanzio.
Nel 1798 Lanuvio rischiò di essere rasa al suolo dalle truppe francesi che volevano vendicare la morte di alcuni compagni qui uccisi, mentre scoppiava la controrivoluzione sanfedista. Venne salvata per l'intercessione della signora Teresa Dionigi che intervenne presso il rivoluzionario francese Paul-Louis Courier.
Nella seconda guerra mondiale, per l'importanza della sua posizione strategica, venne bombardata dal mare e sottoposta alle incursioni aeree delle armate alleate sbarcate ad Anzio. Completamente distrutto, il paese risorse grazie allo spirito di iniziativa della popolazione lanuvina.

### Simboli
Lo stemma comunale riproduce l'immagine della dea Giunone Sospita accompagnata in esergo dalla sigla I.S.M.R. (Iuno Sospita Mater Regina).
Il gonfalone è un drappo  di azzurro, caricato dello stemma comunale sormontato dalla iscrizione in caratteri d'oro Città di Lanuvio S.P.Q.L.

## Monumenti e luoghi d'interesse

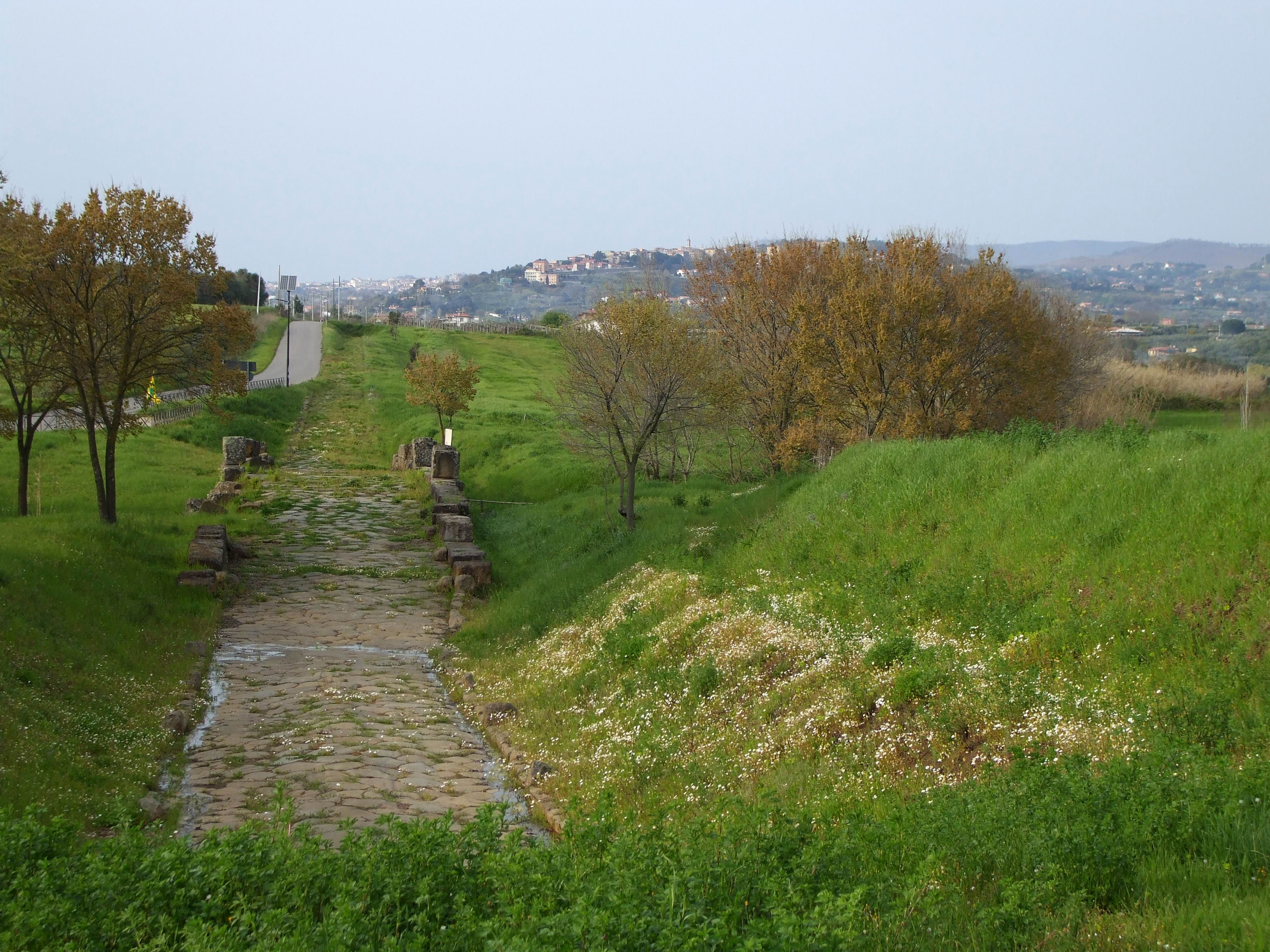
Lanuvio, panorama della cittadina dal ponte Loreto; a sinistra, sullo sfondo, Genzano di Roma

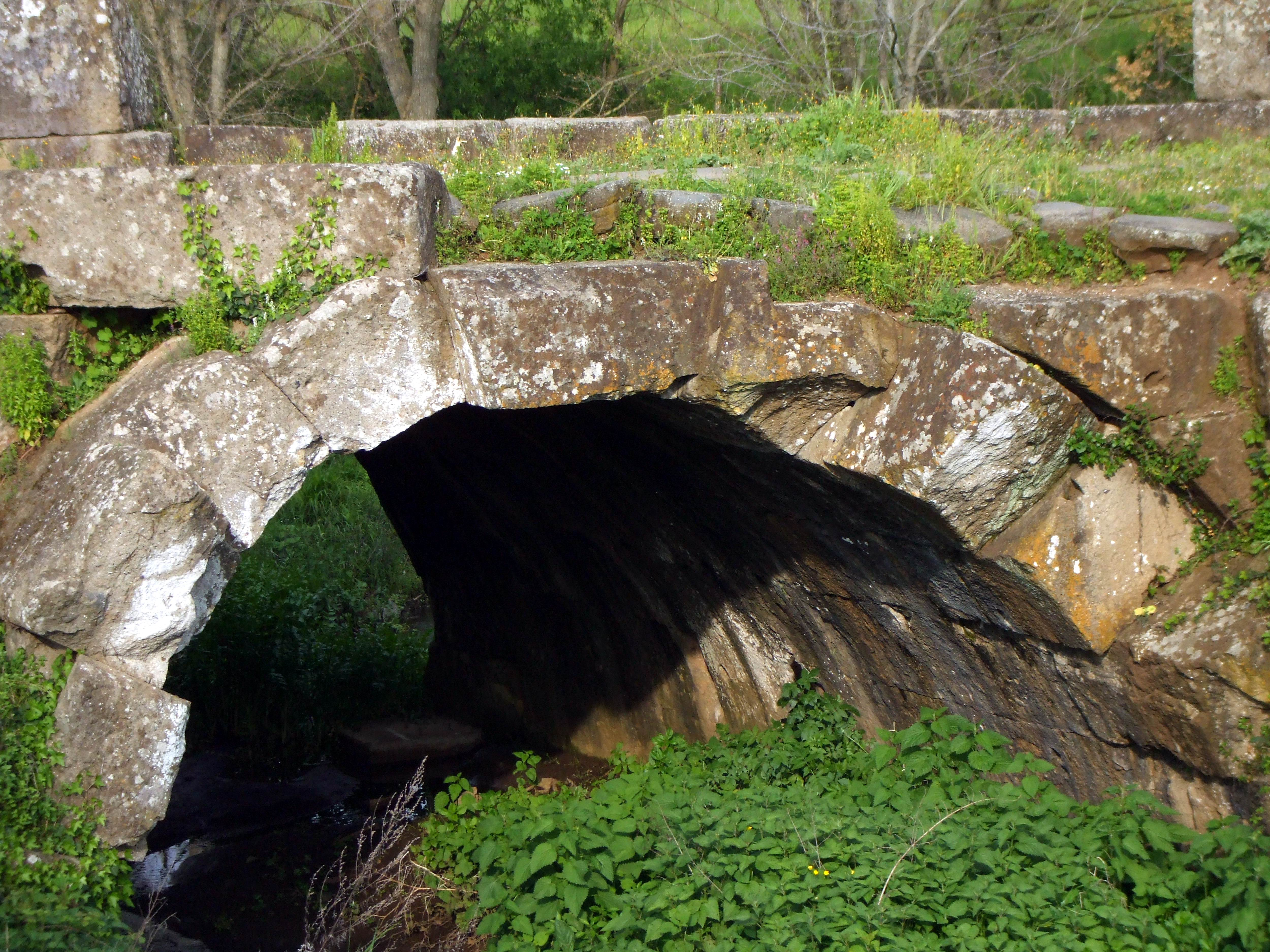
Lanuvio, particolare di ponte Loreto

### Architetture religiose
- La Collegiata

La chiesa medievale di S. Maria, corrisponde all’odierna collegiata di S. Maria Maggiore, nel centro storico. Eretta al di sopra di una villa romana, è stato ipotizzato che nella sua fase originaria sia stata una domus ecclesia, per le riunioni dei primi cristiani. Ne sono documentate due fasi nell’Altomedioevo, una del VI e l’altra dell’VIII-IX secolo, epoca in cui la chiesa venne abbellita con transenne marmoree ed un ciborio. La fase romanica è documentata da alcuni elementi scultorei del XIII secolo, tra cui una sfinge marmorea dalle lunghe trecce (oggi smarrita). L’aspetto attuale della collegiata è il frutto di un intervento di restauro eseguito nel 1675 da Filippo Cesarini, come si legge dall’iscrizione in facciata.
Altra chiesa di origine medievale è quella di S. Andrea, di cui si scorge oggi l’abside in opera listata, con laterizi romani di spoglio, risalente al V-VI secolo d.C. Quest’abside venne fortunosamente alla luce durante i bombardamenti del 1944, a seguito dei quali venne chiamata localmente “capocroce” (sinonimo di abside). La dedica a S. Andrea, santo venerato dai Goti durante le guerre greco-gotiche del VI secolo a.C., lascia intendere che la chiesa fosse legata in qualche modo ad uno stanziamento militare dei Goti.
- Santuario della Madonna delle Grazie

La chiesa medievale della Madonna delle Grazie sorge subito al di fuori del paese, sulla Via Astura. La prima fase risale al XII secolo, di cui si conserva l’ingresso originario (poi tamponato) rivolto ad ovest. Nel corso del Quattrocento, con l’arrivo dei frati francescani che eressero l’adiacente convento, la chiesa venne rialzata e restaurata e l’ingresso ruotato a sud. Nel Cinquecento infine ne venne addossato un avancorpo, con lo scopo di aumentarne la capienza, nel quale si scorge una bifora tardo-gotica. Oggi la chiesa conserva un dipinto, considerato miracoloso, della Madonna delle Grazie. Questo dipinto infatti ha una notevole importanza per gli abitanti di questo paese, ed è per questo che tutti gli anni, precisamente la seconda domenica del mese di Maggio si svolge una processione in onore della Vergine delle grazie.

### Architetture militari
- Centro storico nella cinta muraria medievale a quattro torri

### Siti archeologici
- Tempio di Giunone Sospita (Juno Sospita)
- Ponte Loreto (resti di ponte romano nelle campagne lungo la via Astura)
- Sito archeologico in località Pantanacci

### Aree naturali
- Parco regionale dei Castelli Romani

## Società

### Evoluzione demografica
Abitanti censiti

## Cultura

### Istruzione

#### Musei

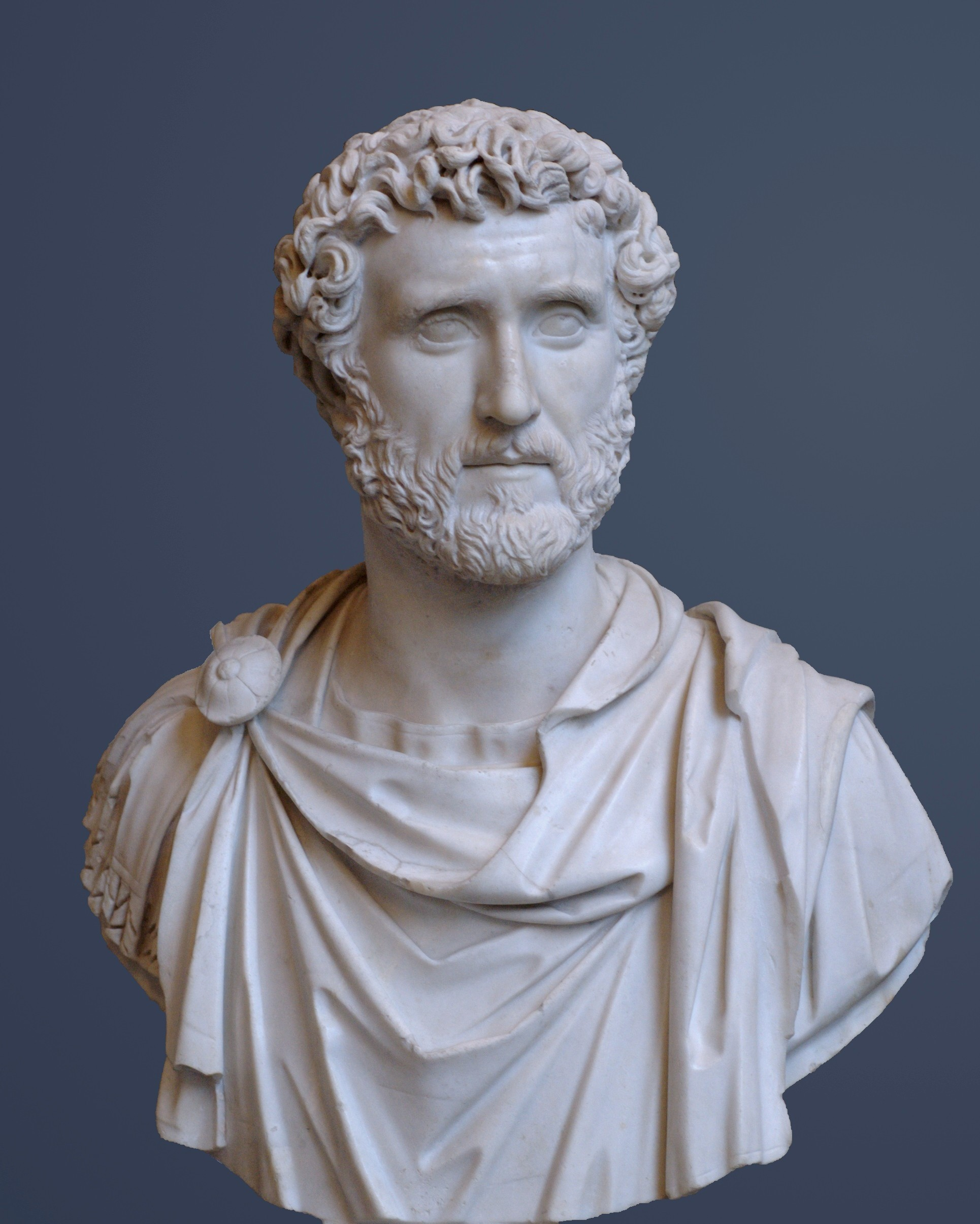
Antonino Pio

- Museo Civico LanuvinoAntonino Pio

## Economia
La principale attività del paese è l'Agricoltura, in particolar modo la Viticoltura. Lanuvio e la vicina Genzano si trovano infatti al centro del comprensorio di produzione del vino DOC Colli Lanuvini e Colli Lanuvini superiore. Molto importanti sono inoltre le attività nell'ambito dell'Olivicoltura, della Floricoltura, della Frutticoltura e della produzione di ortaggi. Anche l'industria e il commercio hanno la loro importanza, specie lungo la Strada Regionale Nettunense, che collega Roma con Aprilia (Italia), Anzio (RM), e Nettuno (Italia).

## Infrastrutture e trasporti

### Ferrovie
Nel comune è presente la stazione di Lanuvio della linea Roma-Velletri.

### Mobilità extra-urbana
Il comune è servito dalla rete di autolinee interurbane gestite dalla società COTRAL; dal 1916 al 1943 la città era servita da un'apposita diramazione delle tranvie dei Castelli Romani.

## Amministrazione
Nel 1914 Civita Lavinia cambiò denominazione in Lanuvio.
| Periodo        | Periodo        | Primo cittadino   | Partito      | Carica  | Note |
| -------------- | -------------- | ----------------- | ------------ | ------- | ---- |
| 27 maggio 2002 | 28 maggio 2007 | Rossano De Santis |              | Sindaco |      |
| 29 maggio 2007 | 6 maggio 2012  | Umberto Leoni     | L'Unione     | Sindaco |      |
| 7 maggio 2012  | 14 giugno 2022 | Luigi Galieti     | lista civica | Sindaco |      |
| 14 giugno 2022 | in carica      | Andrea Volpi      | lista civica | Sindaco |      |

### Gemellaggi
- Centuripe, dal 1974[21]

Nel 1962 venne ritrovata, tra ruderi in contrada Crocefisso a Centuripe, una lastra (parte di una stele commemorativa) con una scritta in greco dorico risalente al II secolo a.C. In essa è riferito della missione di tre notabili centuripini, Filiarkos, Làmpon e Xoarcos che si recarono a incontrare il senato di Lanuvio, recando con sé documenti e genealogie, per il riconoscimento dei vincoli di cognatio (greco: syngheneia). A memoria del fatto furono incise due stele, una per Lanuvio e l'altra per Centuripe.
Nel 1974 il gemellaggio fu celebrato tra i sindaci delle due città. Il 22 giugno 2024 in occasione del cinquantenario la lastra con l'iscrizione è stata esposta al pubblico nel museo cittadino di Lanuvio.

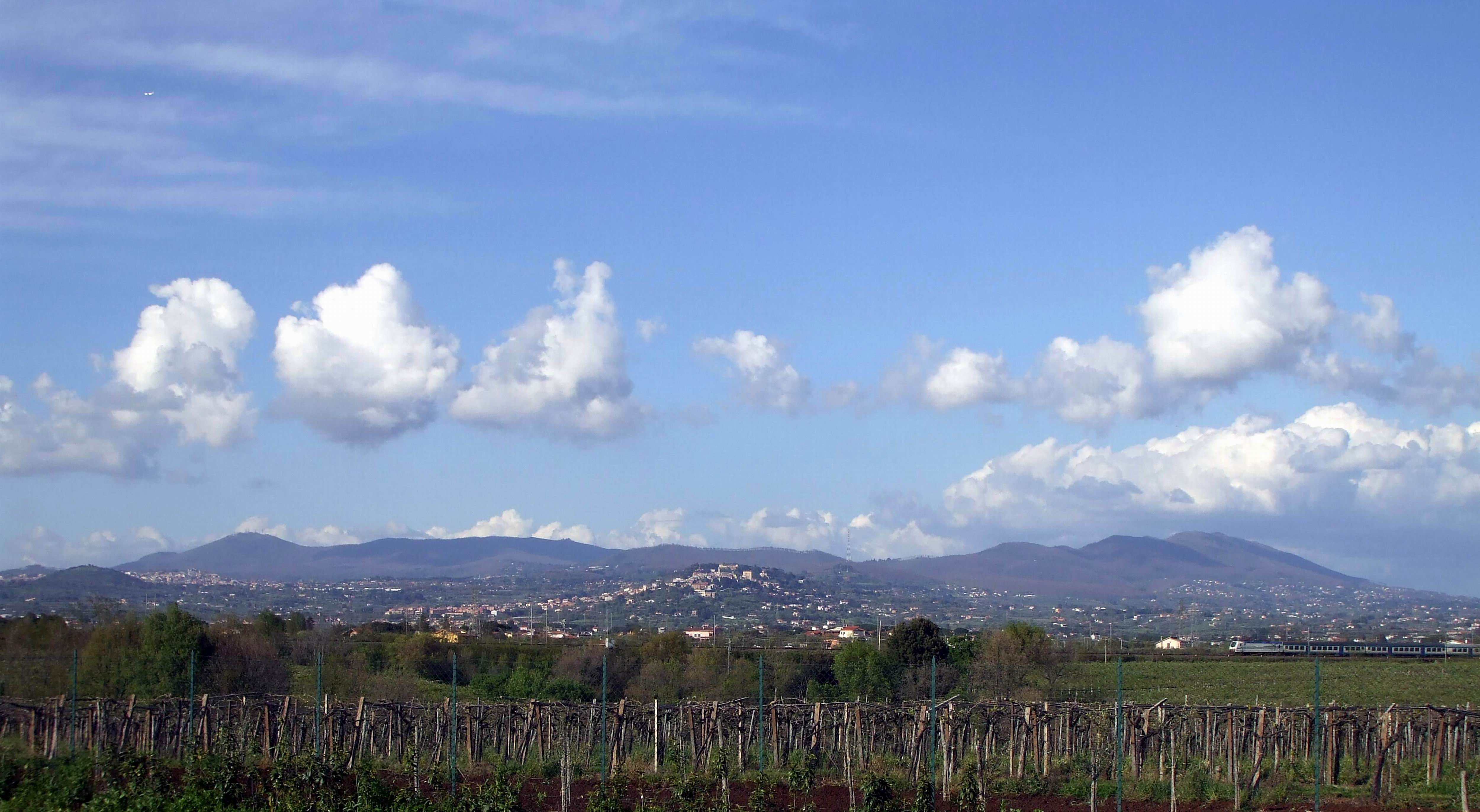
Panorama di Lanuvio e dei colli Albani

## Sport

### Pallacanestro
- Unione Cestistica Bk Lanuvio che nel 2019-2020 milita nel campionato maschile di Promozione.[24]
- Asd Lanuvio Campoleone, milita in Prima Categoria[25]